# Тшебав (Великопольське воєводство)
Тшебав (пол. Trzebaw) — село в Польщі, у гміні Стеншев Познанського повіту Великопольського воєводства.
Населення — 666 осіб (2011).
У 1975-1998 роках село належало до Познанського воєводства.

## Демографія
Демографічна структура станом на 31 березня 2011 року:
|          | Загалом | Допрацездатний вік | Працездатний вік | Постпрацездатний вік |
| -------- | ------- | ------------------ | ---------------- | -------------------- |
| Чоловіки | 326     | 85                 | 217              | 24                   |
| Жінки    | 340     | 75                 | 204              | 61                   |
| Разом    | 666     | 160                | 421              | 85                   |